# Liubov Popova
Liubov Sergeyevna Popova (em russo:  Любо́вь Серге́евна Попо́ва; 24 de Abril de 1889 – 25 de Maio de 1924) foi uma artista da vanguarda russa, cuja estética é transversal aos movimentos cubista, suprematista e construtivista, com trabalhos nos campos da pintura e do design. Foi também uma raridade no mundo essencialmente masculino da arte soviética.

## Juventude
Popova nasceu em Ivanovskoe, perto de Moscovo, no seio da família abastada de Sergei Maximovich Popov, um bem-sucedido comerciante têxtil e patrono das artes, e de Liubov Vasilievna Zubova, oriunda de uma família profundamente culta. Liubov Sergeyevna teve dois irmãos e uma irmã: Sergei era o mais velho, seguido Liubov, Pavel e Olga. Pavel tornou-se filósofo e guardião do legado artístico da sua irmã. Popova cresceu manifestando um profundo interesse pela arte, especialmente pela pintura do Renascimento Italiano. Aos onze anos começou a assistir a aulas formais de arte na sua residência, e por volta dos dezoito estudou conjuntamente com Stanislav Zhukovsky. Em 1908 foi admitida nos estúdios privados de Konstantin Yuon e Ivan O. Dudin.

## Viagens

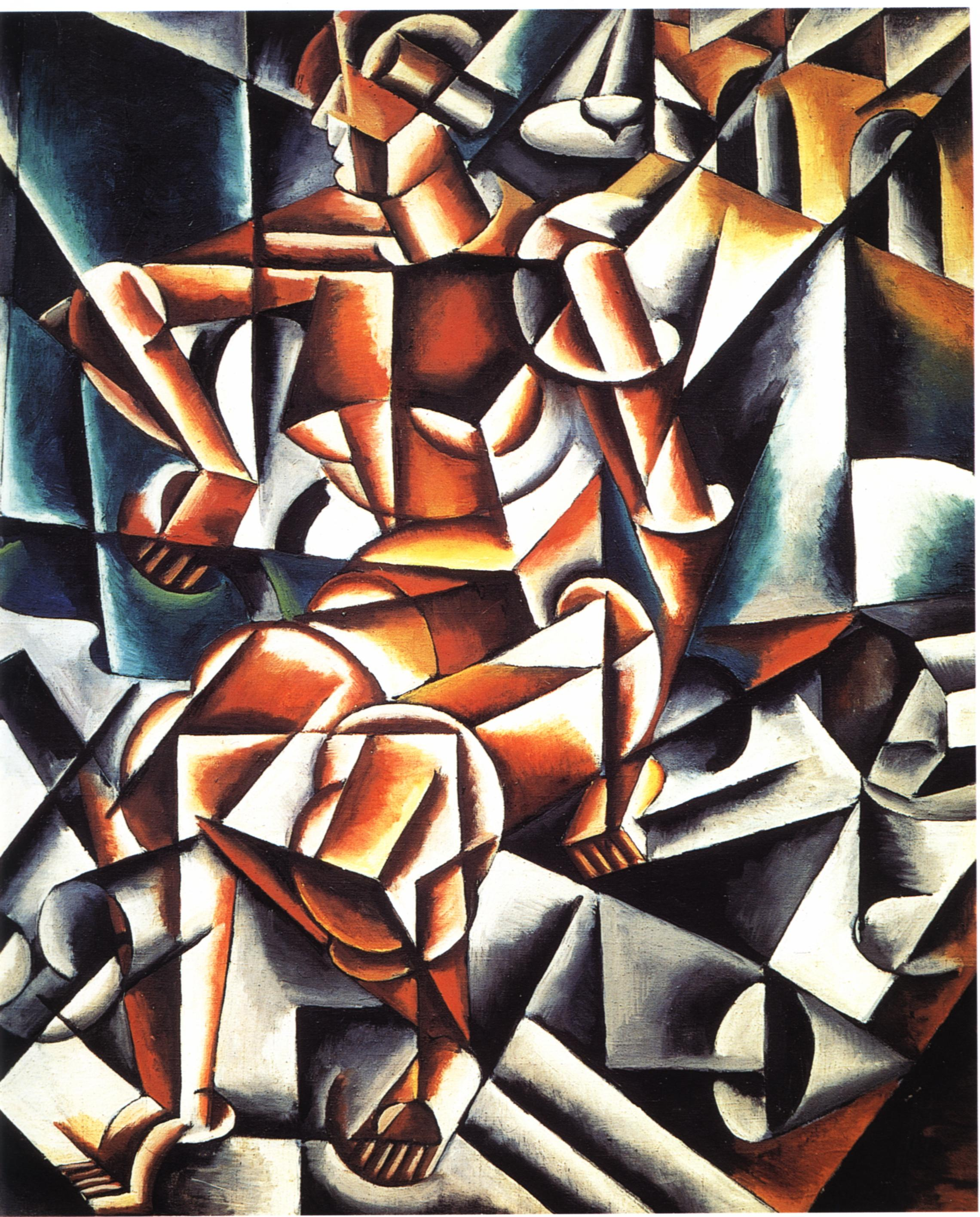
Ar+Homem+Espaço, 1912

Popova viajou frequentemente de modo a descobrir e aprender através de diversos estilos de pintura, mas interessar-se-ia sobretudo pelos icones antigos Russos, pelas pinturas de Giotto, e pelas obras dos pintores Italianos dos séculos XV e XVI.
Em 1909 viajou até Kiev e no ano seguinte a Pskov e Novgordo. Em 1911 visitou outras cidades antigas Russas, incluindo São Petersburgo, de modo a aprofundar o conhecimento sobre os icones. Em 1912 trabalhou num estúdio Moscovita conhecido pel'A Torre com Ivan Aksenov e Vladimir Tatlin, tendo também visitado a colecção de pintura Francesa moderna de Sergei Shchukin. Durante os anos de 1912 e 1913 estudou arte com Nadezhda Udaltsova em Paris, onde conheceu Alexander Archipenko e Ossip Zadkine. Depois de regressar à Rússia no final desse ano, trabalharia com Tatlin, Udaltsova e os Irmãos Vesnin. Em 1914 viajou para França e Itália, no período em que se começava a desenvolver o Cubismo e Futurismo.

## Desenvolvimento de uma estética: Cubofuturismo
Através de uma síntese de estilos, Popova trabalhou na procura do que ela designaria por "arquitecturas pintáveis". Depois de uma primeira incursão pela estética impressionista, por volta de 1913 na obra Composição com figuras, encontrava-se já a ensaiar com o ramo próprio Russo do Cubofuturismo: uma fusão das duas influências de França e de Itália.
A partir de 1914-15 a sua casa em Moscovo torna-se o ponto de encontro para artistas e escritores. Entre 1914 e 1916 Popova, em conjunto com outros artistas de vanguarda, como Aleksandra Ekster, Nadezhda Udaltsova ou Olga Rozanova, contribui para as exposições Valete de Ouros em Petrogrado e Eléctrico V e 0.10 em Moscovo.
A sua pintura O Violino, de 1914, sugere a evolução do cubismo em direcção à série de "arquitecturas pintáveis" de 1916-18. Esta série definiria a sua trajectória artística única em direcção ao abstraccionismo. A superfície da tela é um campo de energia de planos angulares que se intersectam e sobrepõem num estado constante de potencial libertação de energia. Ao mesmo tempo, os elementos são mantidos em equilíbrio e proporção, como se ligasse as composições clássicas com o futuro. A cor é usada como o foco iconográfico: a cor primária forte no centro da composição mantém as restantes formas agregadas.

## Suprematismo

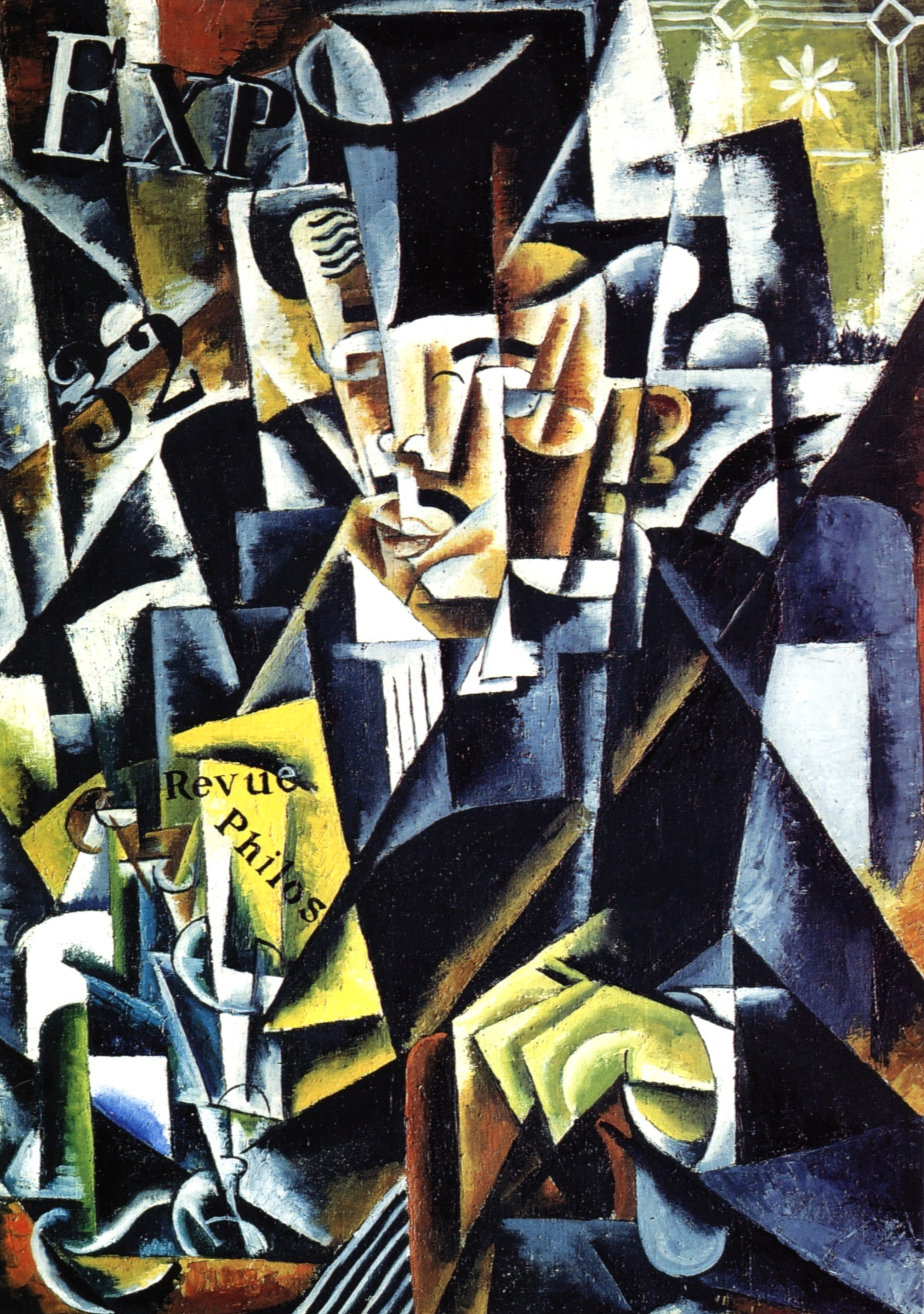
Retrato de um filósofo (Irmão da artista, Pavel Sergeyevich Popov), 1915

Em 1916 junta-se ao grupo Supremus com Kazimir Malevich, o fundador do suprematismo, Aleksandra Ekster, Ivan Kliun,  Nadezhda Udaltsova, Olga Rozanova, Ivan Puni, Nina Genke, Ksenia Boguslavskaya entre outros que à época trabalhavam no Centro Popular da Cidade de Verbovka. A criação de uma nova forma de pintura era parte da urgência revolucionária da vanguarda russa em refazer o mundo. O termo "supremo" refere-se a um mundo "não-objectivo" ou abstracto para além da realidade quotidiana. Contudo, existiu alguma tensão entre os que, como Malevich, viam a arte como uma questão metafísica e espiritual, e outros que encaravam o papel do artista como criador de um novo mundo material. Popova dividiu-se inicialmente entre ambas as facções, mas acabaria por aderir totalmente aos objectivos da Revolução, trabalhando em cartazes, grafismo para publicações, tecidos e cenografia, dedicando-se também ao ensino. Na exposição 0.10 tinha exposto uma série de pinturas figurativas em cartão com relevo segundo uma estética derivada do cubismo. Em 1916 começou a pintar composições suprematistas completamente abstractas, mas o título Arquitecturas pintáveis (que deu a muitas das suas pinturas) sugere que, mesmo enquadrada no suprematismo, Popova estaria mais interessada na pintura como projecção da realidade material do que como expressão pessoal de uma realidade metafísica. Os planos sobrepostos de de Popova e as cores demarcadas possuem a presença objectiva do espaço e materiais da realidade.
Em 1918 casou com o historiador de arte Boris von Eding, do qual teve um filho. Von Eding morreria no ano seguinte com febre tifóide. Popova também adoeceu gravemente, tendo no entanto recuperado.

## Construtivismo
Já em 1917, a par do seu trabalho suprematista, tinha produzido padrões para tecidos e trabalhado em publicações e cartazes Agitprop. Em 1918 contribuiu com uma série arquitectónica de telas para a X Exposição Estatal: Criatividade Não-Objectiva e Suprematismo. Continuou a pintar trabalhos abstractos até 1921, ano em que a par de quatro colegas emite uma série de declarações afirmando que a pintura de cavalete deveria ser abandonada e todo o trabalho criativo deveria ser em prol do povo e da construção da nova sociedade.
Entre 1921 e 1924, Popova envolve-se por inteiro em projectos construtivistas, por vezes em colaboração com Varvara Stepanova, o arquitecto Alexander Vesnin e Aleksandr Rodchenko. Produziu vários projectos cenográficos, entre os quais a encenação de Vsevolod Meyerhold para 'The Magnanamous Cuckold de Fernand Crommelynck. As suas Construções de Força Espacial foram usadas como base para a sua teoria de ensino artístico na escola Vkhutemas. Desenhou ainda tipografia para livros, arte industrial e têxtil, contribuindo ainda com desenhos para o jornal LEF.
Popova morreu de escarlatina em Maio de 1924 em Moscovo. Em 21 de Dezembro de 1924, foi inaugurada em Moscovo uma exposição de grande dimensão com as suas obras.
Rodchenko/Popova: Defining Constructivism, a maior retrospectiva desde a sua morte integrando trabalhos seus, de Rodchenko e de outros artistas construtivistas, foi organizada em 2009 pela Tate Modern, tendo também  sido exibida no Museo Reina Sofia.

## Exposições notórias
- 1910 - Valete de Ouros I, Moscovo
- 1912 - Valete de Ouros II, Moscovo
- 1915 - A Exposição Futurista: Eléctrico V, Petrogrado
- 1916 - 0.10, Petrogrado
- 1916 - A Loja, Moscovo
- 1918 - X Exposição Estatal: Criatividade Não-Objectiva e Suprematismo
- 1921 - 5 x 5 = 25, Moscovo